# Phenacoscorpius nebris
Phenacoscorpius nebris és una espècie de peix marí pertanyent a la família dels escorpènids.
Fa 10 cm de llargària màxima. És un peix marí i d'aigües fondes que viu entre 350-480 m de fondària. Es troba a l'Atlàntic occidental: des del nord del Golf de Mèxic fins a Veneçuela.
És inofensiu per als humans.